# Schuttvegetation

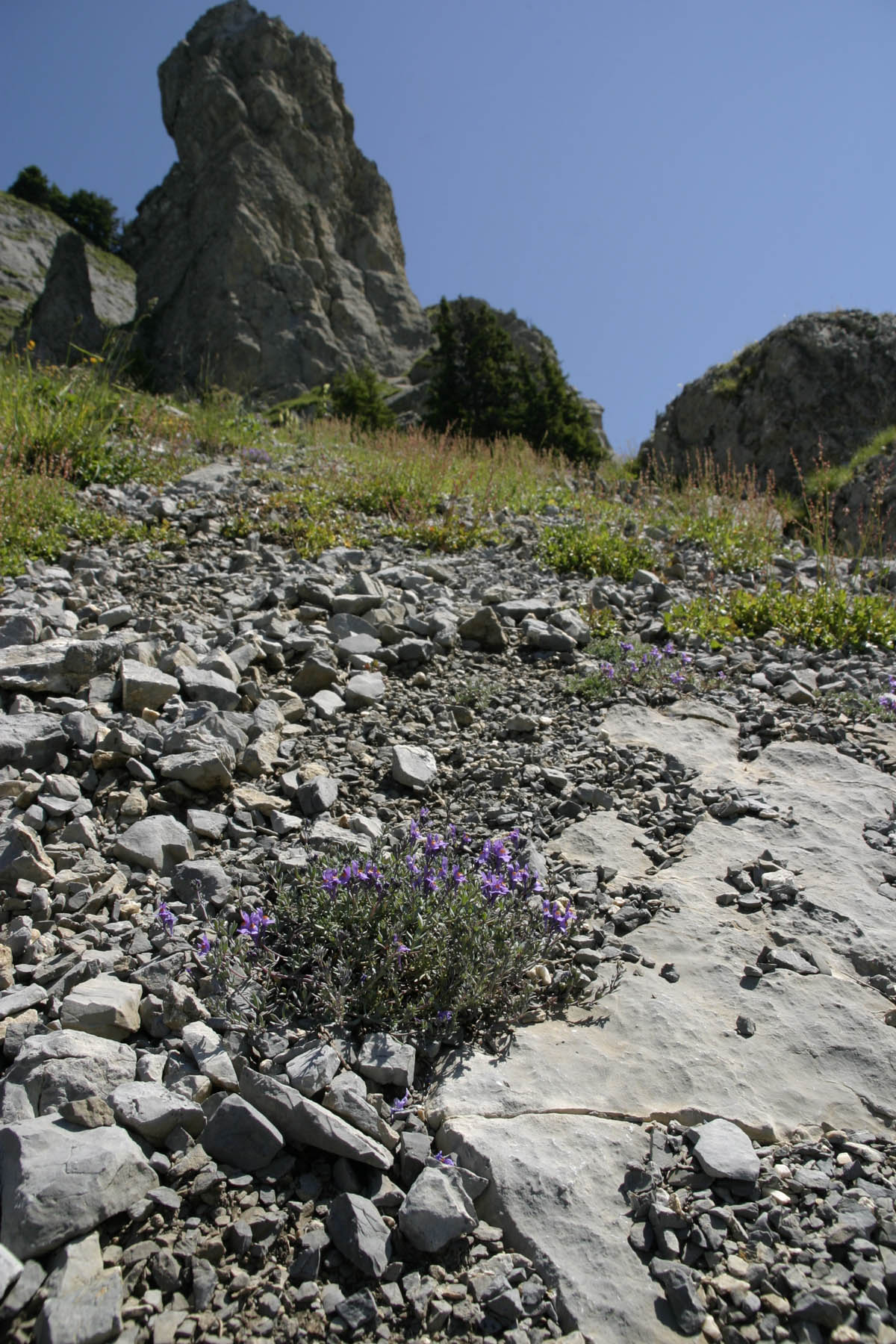
Kalkschuttflur, Schynige Platte, Kanton Bern (CH)

Schuttvegetation ist die Population von Pflanzen auf Schutthalden u. Ä. Diese stellen für Pflanzen eine sehr extreme Umgebung dar, in welcher Anpassungen an die rauen und unwirtlichen Bedingungen unumgänglich sind. 

## Anpassungen
Für Pflanzenarten in diesem Lebensraum sind Anpassungen an die folgenden Gegebenheiten notwendig:
1. Die oberen Schuttlagen trocknen sehr schnell aus; direkte Sonneneinstrahlung sowie der austrocknende Wind sind hierfür die Hauptgründe. Auch versickert Regenwasser in groben Oberflächenschutt sehr schnell. Des Weiteren ist hier wenig Erde vorhanden, welche Wasser speichern könnte. Feuchtigkeit ist hier also Mangelware. Diese oberen Steinschichten halten jedoch den austrocknenden Wind von den unteren Schichten fern, so dass diese vor Austrocknung geschützt sind.
2. Feinerde ist nur in kleinen Krumen dort vorhanden, wo durch regelmäßigen Wasserdurchfluss ebendiese abgelagert wird. Dass Samen zufälligerweise genau an diesen Orten keimen, ist daher Glückssache.
3. Der Felsen oberhalb der Schutthalde erodiert zusehends. Es resultiert Steinschlag. Bei steiler Hangneigung kommt es so vermehrt zu Substratbewegungen. Die Pflanzen werden verschüttet, zerrissen, zerquetscht, entwurzelt. Es besteht also ein Gleichgewicht zwischen Pflanzenbesiedlung und der Zerstörung durch mechanische Belastung.
Um an die feuchte Feinerde zu gelangen, bilden Schuttpflanzen meist ein ausgedehntes Wurzelwerk aus. Dabei dienen kräftige Pfahlwurzeln der Verankerung im losen Gestein, feines Wurzelwerk der Wasser- und Nährstoffaufnahme.
Schroeter (1932) macht folgende Unterteilung der Wuchsformen:
- Schuttwanderer durchspinnen mit langen Kriechtrieben, die sich wieder bewurzeln können, den Schutt.
  - Rundblättriges Täschelkraut (Thlaspi rotundifolium)
  - Zwerg-Glockenblume (Campanula cochleariifolia)
  - Schafgarbe (Achillea)
- Schuttüberkriecher legen sich mit schlaffen beblätterten Trieben über den Schutt.
  - Alpen-Gänsekresse (Arabis alpina)
  - Alpen-Leinkraut (Linaria alpina)
  - Alpen-Pestwurz (Petasites paradoxus)
- Schuttstrecker arbeiten sich durch Verlängerung und Erstarkung aufrechter Triebe durch die Schuttdecke.
  - Alpen-Säuerling (Oxyria digyna)
  - Großblütige Gemswurz (Doronicum grandiflorum)
  - Endivien-Habichtskraut (Hieracium intybaceum)
- Schuttdecker bilden wurzelnde Decken auf dem Schutt.
  - Weiße Silberwurz (Dryas octopetala)
  - Gegenblättriger Steinbrech (Saxifraga oppositifolia)
- Schuttstauer bilden mit kräftigen Triebbündeln oder Polstern (mit Pfahlwurzeln) und einem dichten Feinwurzelwerk Hindernisse für den fließenden Schutt und werden so zu ruhenden Inseln.
  - Gletscher-Hahnenfuß (Ranunculus glacialis)
  - Alpen-Löwenzahn (Leontodon montanus)
  - Alpen-Mannsschild (Androsace alpina)

Die Keimung der Arten erfolgt jeweils relativ schnell, da das junge Pflänzchen von den weiter unten liegenden Feinerdekrummen schnell an die Oberfläche bzw. ans Licht gelangen muss. So wurde bei einem 10 Tage alten Keimling des Rundblättrigen Täschelkraut schon eine Länge von 20 cm gemessen. 
Für die meisten Schuttpflanzen sind Ausläufer und Kriechtriebe charakteristisch. Hierdurch wird zum einen der Untergrund gefestigt, zum anderen die Regenerationsfähigkeit nach Verschüttungen erhöht.

## Kalkschuttflur
Auf stark kalkhaltigem Untergrund finden die Pflanzen zusätzlich folgende Faktoren: Der pH des Untergrundes bewegt sich im Bereich von 6–8. Hierfür ist die chemische Zusammensetzung des Kalks verantwortlich. Aus dem Kalk löst sich HCO3−. Dieses fängt die Protonen auf, wobei Wasser und Kohlendioxid entsteht. So wird eine Ansäuerung des Untergrundes verhindert. Der hohe Gehalt an Kalzium- und Hydrocarbonionen kann jedoch die Pflanze schädigen, die daher besondere Maßnahmen ergreifen muss. Auch sind Nährionen wie Eisen, Phosphor und Mangan nur schwer aufnehmbar. Stickstoff ist v. a. in Form von Nitrat vorhanden. Zu deren Aufnahme muss die Pflanze über eine Nitratreduktase verfügen.
Täschelkraut-Kalkschuttflur (Thlaspietum rotundifolii): geringer Deckungsgrad (5–10 %), relativ artenarm. Typische Arten sind:
| - Schwarzrandige Schafgarbe (Achillea atrata) - Alpen-Gänsekresse (Arabis alpina) - Breitblättriges Hornkraut (Cerastium latifolium) - Großblütige Gemswurz (Doronicum grandiflorum) - Schweizer Labkraut (Galium megalospermum) - Haller-Margerite (Leucanthemum halleri) | - Alpen-Leinkraut (Linaria alpina) - Bewimperte Nabelmiere (Moehringia ciliata) - Mont-Cenis-Rispengras (Poa cenisia) - Alpen-Gämskresse (Pritzelago alpina subsp. alpina) - Gegenblättriger Steinbrecht (Saxifraga oppositifolia) - Rundblättriges Täschelkraut (Thlaspi rotundifolium) |

## Silikatschuttflur
Silikatgesellschaften verfügen im Gegenzug über sauren Untergrund (pH 3–6) Aluminium ist gut löslich, für Pflanzen aber in großen Mengen giftig. Stickstoff liegt v. a. als Ammonium vor. Kalkliebende Pflanzen könnten diese Form nicht aufnehmen.
Säuerlings-Silikatschuttflur (Sieversio-Oxyrietum-digynae): Physiognomie ähnlich der Täschelkraut-Kalkschuttflur, jedoch artenreicher. Typische Arten sind:
| - Moschus-Schafgarbe (Achillea moschata) - Alpen-Mannsschild (Androsace alpina) - Reseda-Schaumkraut (Cardamine resedifolia) - Stiel-Hornkraut (Cerastium pedunculatum) - Einblütiges Hornkraut (Cerastium uniflorum) - Krauser Rollfarn (Cryptogramma crispa) - Clusius-Gämskraut (Doronicum clusii) - Kriechende Nelkenwurz (Geum reptans) - Alpenmargerite (Leucanthemopsis alpina) | - Alpen-Säuerling (Oxyria digyna) - Schlaffes Rispengras (Poa laxa) - Gletscher-Hahnenfuß (Ranunculus glacialis) - Moos-Steinbrech (Saxifraga bryoides) - Seguiers-Steinbrech (Saxifraga seguieri) - Alpen-Mauerpfeffer (Sedum alpestre) - Kiesliebendes Stängelloses Leimkraut (Silene acaulis subsp. excapa) |